# Verzorgingsplaats Dorpshellen
Verzorgingsplaats Dorpshellen is een Nederlandse verzorgingsplaats, gelegen aan de A32 Leeuwarden-Meppel tussen afritten 10 en 9. Het is gelegen in de gemeente Weststellingwerf ter hoogte van Wolvega.
Er is een tankstation van Shell aanwezig.
De parkeerplaats is voorzien van een spiegelafstelplaats.
Aan de andere kant van de snelweg ligt verzorgingsplaats De Weeren. 